# Laguna El Junco
Laguna El Junco är en sjö i Argentina.   Den ligger i provinsen Buenos Aires, i den sydöstra delen av landet, 400 km söder om huvudstaden Buenos Aires. Laguna El Junco ligger 191 meter över havet.
Trakten runt Laguna El Junco består till största delen av jordbruksmark. Runt Laguna El Junco är det mycket glesbefolkat, med 3 invånare per kvadratkilometer.